# Netphen
Netphen is een stad en gemeente in de Duitse deelstaat Noordrijn-Westfalen, gelegen in de Kreis Siegen-Wittgenstein. De gemeente telt 23.033 inwoners (31 december 2020) op een oppervlakte van 137,39 km². In Netphen ontspringt de Lahn, die uiteindelijk in de Rijn vloeit.
Bad Berleburg · Bad Laasphe · Burbach · Erndtebrück · Freudenberg · Hilchenbach · Kreuztal · Netphen · Neunkirchen · Siegen · Wilnsdorf